# Renault Type JM
Der Renault Type JM war ein Personenkraftwagenmodell der Zwischenkriegszeit von Renault. Er wurde auch 12 CV genannt.

## Beschreibung
Die nationale Zulassungsbehörde erteilte am 15. Juli 1921 seine Zulassung. Vorgänger war der Renault Type EU. 1923 endete die Produktion. Nachfolger wurde der Renault Type KH.
Der wassergekühlte Vierzylindermotor mit 80 mm Bohrung und 140 mm Hub hatte 2815 cm³ Hubraum. Die Motorleistung wurde über eine Kardanwelle an die Hinterachse geleitet. Die Höchstgeschwindigkeit war je nach Übersetzung mit 44 km/h bis 60 km/h angegeben.
Bei einem Radstand von 310,5 cm und einer Spurweite von 140 cm war das Fahrzeug 437,1 cm lang und 161,5 cm breit. Ein besonders niedriges Fahrgestell mit 334,5 cm Radstand ermöglichte eine Fahrzeuglänge von 455,7 cm. Eine andere Quelle nennt 338 cm Radstand, im Jahre 1923 auch 320 cm Radstand, 438 cm Fahrzeuglänge und 165 cm Fahrzeugbreite. Der Wendekreis war mit 11 Metern angegeben. Das Fahrgestell wog 800 kg, das Komplettfahrzeug 1600 kg. Zur Wahl standen Torpedo, Limousine und Coupé-Limousine.
Osenat bot am 11. Dezember 2011 ein Fahrzeug von 1922 auf einer Auktion an, erwartete einen Preis von 30.000 bis 35.000 Euro, verkaufte das Fahrzeug allerdings nicht.

## Preise
Folgende Preise (in Franc) sind überliefert:
| Ausführung                         | Preis 1921 | Preis im März 1922 |
| ---------------------------------- | ---------- | ------------------ |
| normales Fahrgestell               | 23.000     | 25.000             |
| Torpedo                            | 28.000     | 30.000             |
| Limousine                          | 34.000     | 36.000             |
| Coupé (vermutlich Coupé-Limousine) | 33.000     | -                  |
| Coupé-Limousine                    | -          | 35.000             |
| niedriges Fahrgestell              | 25.000     | 28.000             |